# St. Ruprecht (Villach)
St. Ruprecht (auch St. Ruprecht und Kumitz) ist ein Stadtteil der Statutarstadt Villach in Kärnten, Österreich.

## Geographische Lage
St. Ruprecht liegt südwestlich des Ossiacher Sees.

## Infrastruktur

### Verkehr
St. Ruprecht liegt an der Millstätter Straße (Villach-Töbring) und die Haltestelle Villach St. Ruprecht wird von der S-Bahn-Linie S2 bedient.

## Persönlichkeiten
- Angelika Kaufmann (* 1935), Illustratorin